# Салонцукор

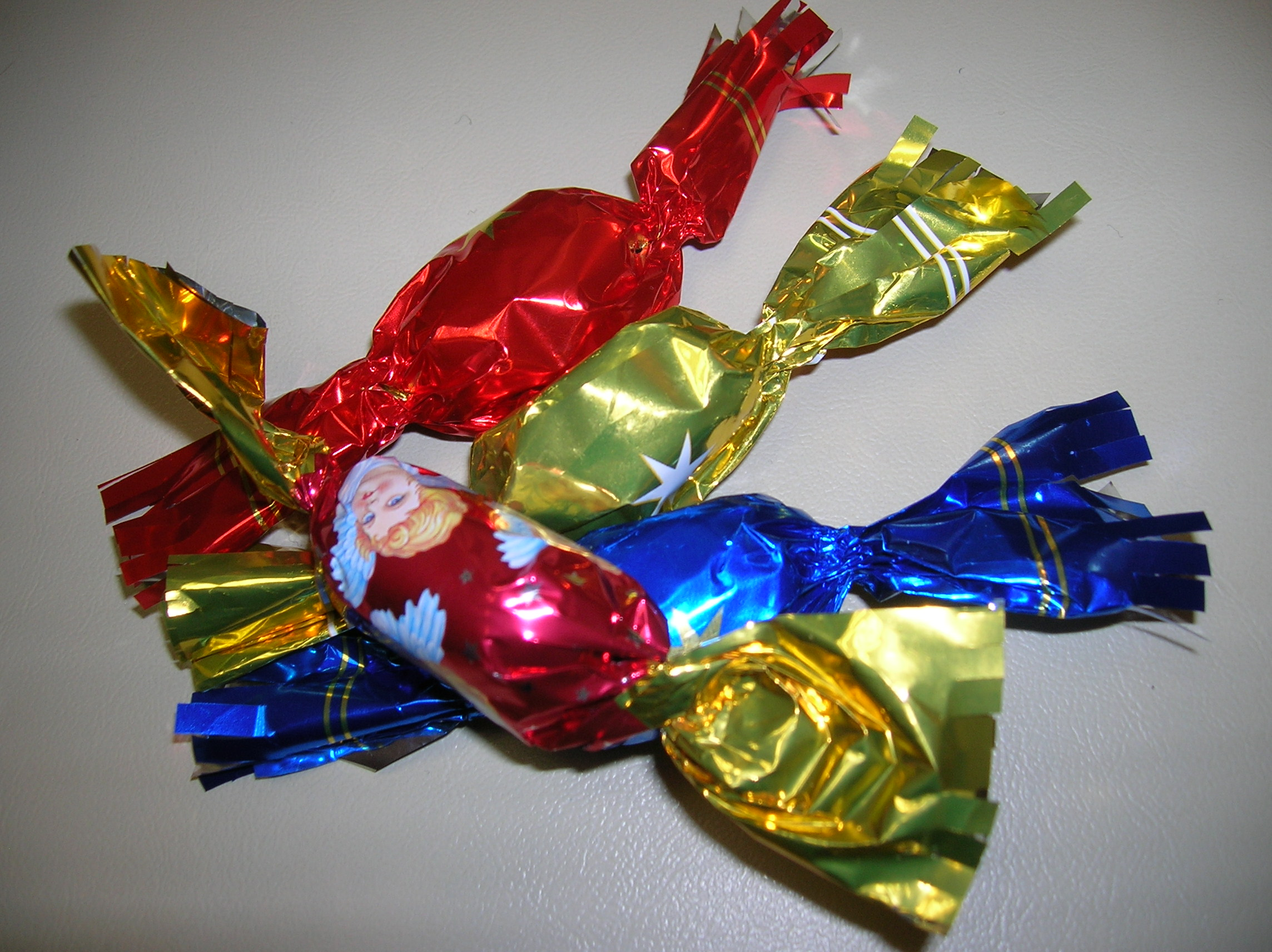
Салонцукоры

Салонцукоры (венг. szaloncukor — «салонная сладость», «салонный сахар») — венгерские конфеты, традиционное украшение рождественской ёлки в Венгрии. Салонцукор представляет собой помадку в шоколадной глазури, завёрнутую в блестящую цветную обёртку. Традиция украшать рождественские ёлки такими конфетами зародилась в XIX веке. Название объясняется тем, что рождественская ель обычно устанавливалась в гостиных, которые в то время называли «салонами». Современные салонцукоры выпускаются разного вкуса, например, клубничного, ванильного, кокосового.